# Jokebox
Jokebox fue una serie de televisión de animación española de habla catalana creada por Òscar Andreu y Òscar Dalmau, dirigida por los hermanos Freddy y Roger Córdoba Schwaneberg, escrita por Òscar Andreu, Òscar Dalmau, Guillem Dols y Tomás Fuentes y coproducida por Televisió de Catalunya, Kotoc y Greatest Hits SL, con la colaboración del Instituto Catalán de las Empresas Culturales (ICIC). Era una serie de humor para adultos que trataba los problemas cotidianos de la vida: la corrupción, la muerte y el ocio, con un punto de vista irónico.
Fue estrenada por el canal de televisión autonómico catalán TV3 el 16 de octubre de 2011 y permaneció en antena hasta el 5 de febrero de 2012. La serie estuvo formada por 13 episodios de 30 minutos de duración. Cada entrega estaba estructurada por 12 sketches de corta duración, donde aparecían más de 300 personajes diferentes.
También se transmitió en el canal argentino I.Sat para América Latina y actualmente se encuentra en YouTube.

## Historia
La idea de la serie se empezó a gestar en 2007. Según declaraciones de Mònica Terribas, inicialmente la serie se llamaba Els extres, y la serie se concibió con proyección internacional. Se registró una versión inglesa de la serie, con dos intérpretes norteamericanos. Para llevarla a cabo, los productores contaron con el apoyo del Institut Català de les Indústries Culturals.

## Los sketchs
- La Familia Pinto:
- Cómpratelo Ya:
- Planetas...:
- Guy y Doll:
- Culpable o Culpable:
- Tarot Rossita:
- String:
- DJ Pokito:
- Rational Geographic:
- Luciel:
- Sexo Gratis:
- Habitación de Alquiler: